# Association France-Égypte
L’association France-Égypte a été créée en 1936. Elle s'adresse non seulement aux spécialistes de l'égyptologie, mais également aux passionnés de civilisation égyptienne.
Implantée à Paris, elle est en liaison avec l'Ambassade d'Égypte en France, le centre culturel d'Égypte, la direction du patrimoine de l'Unesco, la Société française d'égyptologie ainsi que de nombreuses associations de soutien aux activités françaises en Égypte.
Son président actuel est Patrick Leclercq, ambassadeur de France en Égypte de 1991 à 1996. Il a succédé à Philippe Cuvillier, lui-même ambassadeur de France en Égypte de 1981 à 1985.